# Mathijs Tielemans
Mathijs Tielemans (Veldhoven, 26 aprile 2002) è un calciatore olandese, centrocampista dell'Excelsior in prestito dal Vitesse.

## Carriera
Tielemans è nato a Veldhoven ed ha iniziato a giocare a calcio nel club locale del RKVVO nel 2008. Nel 2010 si e unito all'accademia del PSV, progredendo attraverso le squadre giovanili fino a raggiungere le riserve, il Jong PSV, nel 2020. Il 20 giugno 2020 ha firmato il suo primo contratto professionistico con il PSV della durata di un anno.
Ha fatto il suo debutto professionistico con il Jong PSV il 6 novembre 2020, giocando interamente la partita contro il Den Bosch in Eerste Divisie vinta 2-1, in cui ha fornito un assist a Fodé Fofana. Il Jong PSV era privo di 18 giocatori, dodici dei quali a causa di un'infezione da COVID-10. Come risultato hanno schierato un buon numero di giovani giocatori, incluso Tielemans. Il 24 novembre ha segnato il suo primo gol professionistico in un pareggio per 1-1 contro il Jong Utrecht in campionato, segnando di testa dopo la respinta del portiere sul tiro di Joël Piroe.
Dopo i primi passi di Tielemans nel Jong PSV, il suo contratto con il club è stato prolundato il 23 marzo 2021; ha firmato un contratto di due anni fino al 2023.
Nella stagione 2022-23 di Eerste Divisie è diventato un giocatore chiave per il PSV diventandone capitano. Il 24 ottobre 2022 ha segnato la sua prima doppietta in una convicente vittoria contro l'Helmond Sport.
Il 19 giugno 2023 ha firmato un contratto di tre anni con il Vitesse.

## Statistiche

### Presenze e reti nei club
Statistiche aggiornate al 19 settembre 2023.
| Stagione        | Squadra         | Campionato      | Campionato | Campionato | Coppe nazionali | Coppe nazionali | Coppe nazionali | Coppe continentali | Coppe continentali | Coppe continentali | Altre coppe | Altre coppe | Altre coppe | Totale | Totale | Totale |
| Stagione        | Squadra         | Comp            | Pres       | Reti       | Comp            | Pres            | Reti            | Comp               | Pres               | Reti               | Comp        | Pres        | Reti        | Pres   | Reti   |        |
| --------------- | --------------- | --------------- | ---------- | ---------- | --------------- | --------------- | --------------- | ------------------ | ------------------ | ------------------ | ----------- | ----------- | ----------- | ------ | ------ | ------ |
| 2020-2021       | Jong PSV        | 1D              | 15         | 1          |                 | -               | -               |                    | -                  | -                  |             | -           | -           | 15     | 1      |        |
| 2021-2022       | Jong PSV        | 1D              | 25         | 2          |                 | -               | -               |                    | -                  | -                  |             | -           | -           | 25     | 2      |        |
| 2022-2023       | Jong PSV        | 1D              | 37         | 5          |                 | -               | -               |                    | -                  | -                  |             | -           | -           | 37     | 5      |        |
| 2023-2024       | Vitesse         | ED              | 4          | 1          | CO              | 0               | 0               |                    | -                  | -                  |             | -           | -           | 4      | 1      |        |
| Totale carriera | Totale carriera | Totale carriera | 81         | 9          |                 | 0               | 0               |                    | -                  | -                  |             | -           | -           | 81     | 9      |        |